# Surwold
Surwold (ídem en baix alemany) és un municipi del districte d'Emsland a l'estat federat de la Baixa Saxònia a Alemanya al marge del Canal de la Costa. El 2016 tenia 4281 habitants. Forma part del municipi conjunt de Nordhümmling. Té dos barris: Börgerwald i Börgermoor. L'assentament de Börgerwald, aleshores encara part del municipi de Börger, es va crear el 1879. Durant el règim nazi, els dos barris es van fusionar i el municipi nou va prendre el nom de Surwold. Té un port de mercaderies i esportiu al marge del Canal de la Costa. Existeixen uns polígons indústrials a la riba del canal. L'explotació de la torba queda una altra activitat econòmica important. El turisme s'hi ha desenvolupat a través d'una xarxa de senders per a ciclistes i excursionistes.

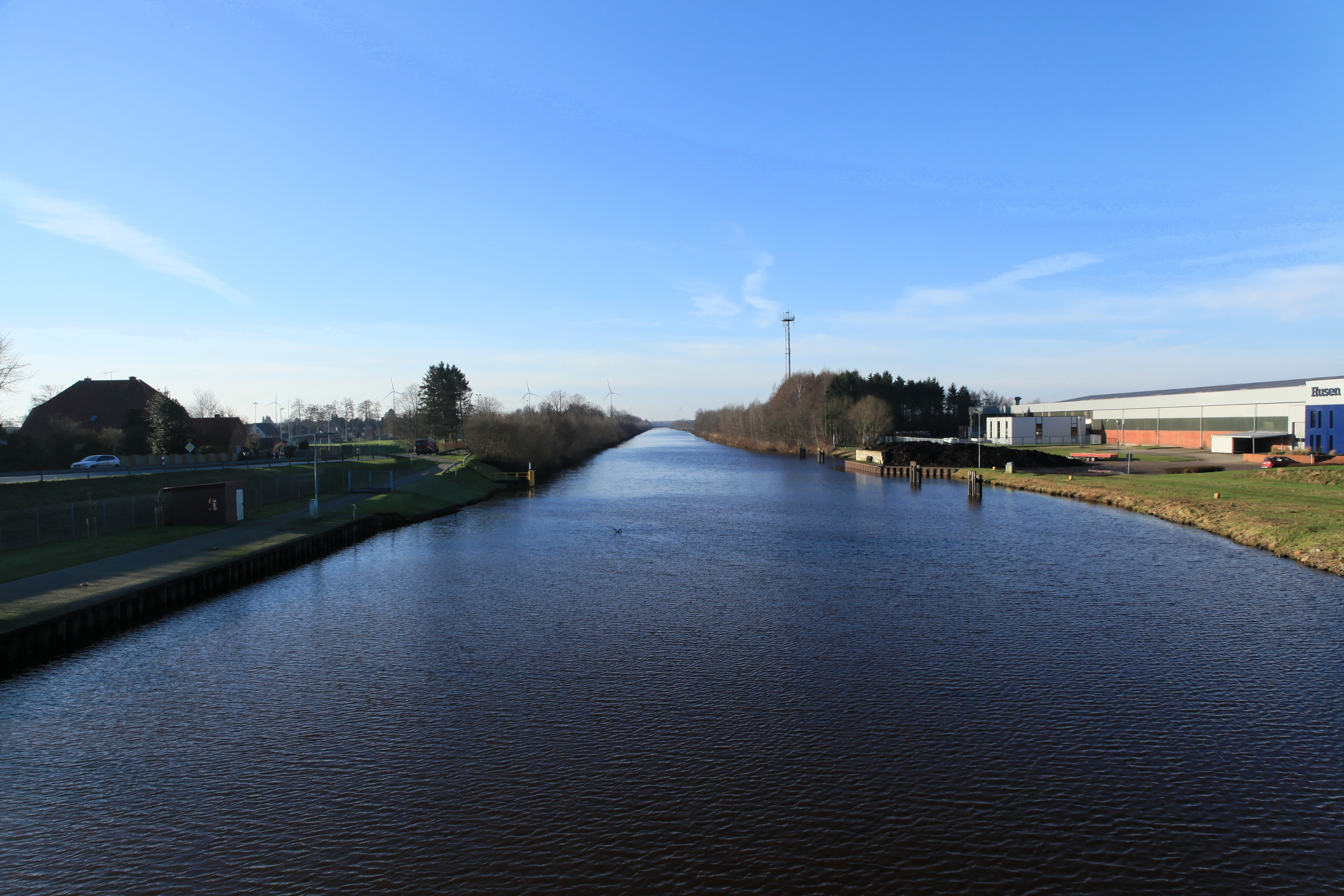
El Canal de la Costa a Surwold

El nom seria en honor del rei dels frisis Suirboldus, del qual no hi cap traça històrica però que apareix en moltes llegendes. Hauria sigut un opositor a Carlemany. Al municipi veí de Börger hi ha un tomba neolítica, coneguda popularment com la «tomba de Surbold», fet incompatible per a un suposat contemporani de Carlemany. És més probable que Surwold fos un nom de llogaret o de masia –significa bosc del sud (del baix alemany wold i suder)– i que per etimologia popular s'ha amalgamat amb el nom del rei llegendari.
El juny de 1933 els nazis hi van obrir el Camp de concentració de Börgermoor. La cançó de resistència «Die Moorsoldaten» (Els soldats de la torbera) escrita per tres presoners, hi fou estrenada el 27 d'agost del mateix any. El camp va ser transformat en presó després de la Segona Guerra Mundial i enderrocat vers 1965. Resta una petit monument recordatori d'aquesta pàgina negra de la història del municipi.